# Cremastobaeus samoanus
Cremastobaeus samoanus är en stekelart som beskrevs av David Timmins Fullaway 1939. 
Cremastobaeus samoanus ingår i släktet Cremastobaeus och familjen Scelionidae. Inga underarter finns listade i Catalogue of Life.